# قائمة الكنائس الكاثوليكية في شبه الجزيرة العربية
الكنائس الكاثوليكية في شبه الجزيرة العربية (الكويت والبحرين وقطروالامارات العربية المتحدة وعمان واليمن) لا تتعدي 30 كنيسة وأكبر تجمع لهذه الكنائس الكاثوليكية في الإمارات العربية المتحدة.

## قائمة الكنائس الكاثوليكية في شبه الجزيرة العربية
قائمة الكنائس الكاثوليكية في شبه الجزيرة العربية

### الكويت
- كاتدرائية العائلة المقدسة - الكويت
- كنيسة سيدة العرب في الأحمدي
- كنيسة القديسة تيريز في السالمية
- كنيسة مار دانيال كومبوني في جليب الشيوخ

### البحرين
- كنيسة القلب المقدس ، المنامة
- كاتدرائية سيدة العرب - البحرين[3][4]

### قطر
- كنيسة سيدة الوردية

### السعودية
لا توجد كنائس كاثوليكية في السعودية.

### الإمارات العربية المتحدة
- كاتدرائية القديس يوسف - أبو ظبي
- كنيسة مار بولس - مصفح
- كنيسة القديسة مريم - العين
- كنيسة مار يوحنا المعمدان - الرويس
- كنيسة القديسة ماري - دبي
- كنيسة مار فرنسيس الأسيزي - جبل علي
- كنيسة القديس ميخائيل - الشارقة
- كنيسة القديس أنطونيوس بادوا - رأس الخيمة
- كنيسة سيدة العون الدائم - الفجيرة

### سلطنة عمان
- كنيسة الروح القدس القديسين. كنيسة بطرس وبولس - مسقط
- كنيسة القديس فرنسيس الاسيزي - صلالة
- كنيسة القديس أنطونيوس - صحار

### اليمن
- كاتدرائية القديس فرنسيس الأسيزي - عدن
- كنيسة القلب المقدس - الحديدة
- كنيسة القديسة مريم معونة المسيحيين - صنعاء
- كنيسة القديسة تريزيا للطفل يسوع - تعز